# Dzmitry Zhyhunou
Dzmitry Zhyhunou (né le 10 juillet 1996 à Retchytsa) est un coureur cycliste biélorusse.

## Palmarès
- 2015
  -  Champion de Biélorussie sur route espoirs
  - 2e du championnat de Biélorussie sur route
  - 3e du Grand Prix de Moscou
- 2016
  - Laukizko Udala Saria
  - 1re étape du Tour de Zamora
  - 1re étape du Tour de Tolède
  - 2e de la Leintz Bailarari Itzulia
  - 2e du Mémorial Etxaniz
  - 3e de la Klasika Lemoiz
- 2017
  - 3e étape du Tour de Cantabrie
  - Andra Mari Sari Nagusia
  - Prueba Alsasua
  - 2e du Zumaiako Saria
  - 2e du Premio Primavera
  - 3e du Circuito Aiala
- 2018
  - Bizkaia 3E :
    - Classement général
    - 1re étape

  - Classique Xavier Tondo
  - 2e de la Goierriko Itzulia
  - 3e du Grand Prix Macario

## Classements mondiaux
| Année                                 | 2015 | 2016  | 2017  | 2018 | 2019 | 2020  |
| ------------------------------------- | ---- | ----- | ----- | ---- | ---- | ----- |
| Classement mondial                    |      | 2441e | 1547e | nc   | nc   | 1682e |
| UCI Europe Tour                       | 337e | 1632e | 986e  | nc   | nc   | 1249e |
|                                       |      |       |       |      |      |       |
| Légende : nc = non classéSource : UCI |      |       |       |      |      |       |